# Marcia aus Vermont
Marcia aus Vermont ist eine Erzählung des Schweizer Schriftstellers Peter Stamm aus dem Jahr 2019. Sie trägt den Untertitel Eine Weihnachtsgeschichte. In einer Künstlerkolonie im amerikanischen Vermont erinnert sich ein Schweizer Maler an eine über 30 Jahre zurückliegende Affäre mit einer Amerikanerin namens Marcia. Beide Zeitebenen handeln um Weihnachten.

## Inhalt
Am Ende eines einjährigen USA-Aufenthalts begegnet der junge Schweizer Peter in den Straßen von New York Marcia aus dem amerikanischen Bundesstaat Vermont. Sie bittet ihn um Feuer, dann, offensichtlich in finanziellen Nöten, um Geld. Er folgt ihr in ihre Wohnung. Es ist der Beginn einer Liebesaffäre. Über Marcia lernt Peter ihren Liebhaber David kennen, einen Schriftsteller, und dessen Frau, eine französische Tänzerin, die Michelle oder Mireille heißt. Aus der ménage à trois wird unter Einbeziehung des Schweizers eine Woche lang eine unbeschwerte ménage à quatre. Dann kehrt Peter zurück in die Heimat und hört nie wieder etwas von Marcia.
Dreiunddreißig Jahre später reist Peter, inzwischen ein arrivierter Schweizer Maler, erneut in die USA, dieses Mal auf das Stipendium einer Stiftung hin, die ausgerechnet Marcias Vater ins Leben gerufen hat. Heimlich erhofft er sich ein Wiedersehen mit der einstigen Geliebten. Unter den zumeist deutlich jüngeren Künstlern in der Kolonie bleibt er weitgehend für sich, nur mit der Rezeptionistin Tracy hat er engeren Kontakt. Im Schreibtisch seines Quartiers entdeckt er ein Eine Weihnachtsgeschichte betiteltes Manuskript, das offensichtlich von David stammt und ihre Begegnung ganz anders schildert, als er sie in Erinnerung hat. Der Schlusssatz „Ein Kind ward uns geboren“ lässt in ihm die Ahnung aufsteigen, dass er damals Vater geworden sein könnte.
Peter spürt Marcia nach, erfährt, dass sie Fotografin geworden ist und mit einem Bildband über das Aufwachsen ihrer Tochter einen Skandal ausgelöst hat, weil das Mädchen auf einigen Fotos nackt war. Eine Buchhändlerin macht eine vergriffene Ausgabe ausfindig, die die handschriftliche Widmung „To Peter“ trägt. Auch ein Gedichtband mit dem Titel A Map of Verona, den er zufällig entdeckt, scheint mit jedem Gedicht seine Beziehung zu Marcia zu kommentieren. Nach einem Ausflug erkrankt Peter an Grippe und wird von Tracy gepflegt, von der er nun glaubt, dass sie Marcias und damit möglicherweise seine Tochter ist. In Fieberträumen hat er Visionen, wie Marcia und er das Mädchen gemeinsam hätten aufziehen können, wäre er bei ihr geblieben. Doch wieder gesundet weiß er, dass er das verpasste Leben nicht mehr nachholen kann.
Am Heiligabend findet eine Weihnachtsparty statt, aber Peter ist der Einzige aus der Kolonie, der sich in dem reich geschmückten Haus des Stifters einfindet. Ausgehend von der Fotografie einer vergangenen Feier phantasiert Peter andere Gäste um sich. Auch Marcia steht plötzlich an seiner Seite, doch auf seine Frage nach der Uhrzeit antwortet sie, dass es zu spät sei. Die Illusion löst sich auf. Peter wartet eine Stunde allein, dann beschließt er, noch in der Nacht abzureisen. Er hinterlässt den Gedichtband mit der Widmung „Für Marcia“. Während er in New York auf seinen Rückflug wartet, hat er die Gewissheit: „Mein Leben geht weiter.“

## Hintergrund
Die Ausgangssituation von Marcia aus Vermont hat einen Vorläufer in der Kurzgeschichte In den Außenbezirken, die Peter Stamm 1999 in seinem Erzählband Blitzeis veröffentlichte. Auch dort trifft ein junger Schweizer Ich-Erzähler an Weihnachten in New York auf eine junge Frau, die ihn erst um Feuer, dann um Geld bittet, weil sie angeblich Geburtstag habe. Dann verschwindet sie: „Sie ging die Straße hinunter, und ich wußte, daß sie nicht zurückkommen würde. Ich wußte, daß heute nicht ihr Geburtstag war, aber ich wäre trotzdem mit ihr gegangen, wenn ich genug Geld dabeigehabt hätte.“ Zwanzig Jahre später führte Stamm diese Begegnung weiter aus, indem er dieses Mal seinen Erzähler der Frau folgen und ein befristetes Liebesabenteuer erleben lässt, an das er sich von einer zweiten Zeitebene aus zurückerinnert.
Der Gedichtband A Map of Verona, aus dem in der Erzählung mehrfach zitiert wird, existiert tatsächlich. Der Engländer, dessen Namen der Protagonist noch nie gehört hat, heißt Henry Reed, war Dichter, Übersetzer, Hörspielautor und Journalist und lebte von 1914 bis 1986. A Map of Verona war sein einziger zu Lebzeiten veröffentlichter Gedichtband und erschien 1946. Die zitierten Zeilen „I have opened the doors / In sign of surrender. The house is filling with cold. / Why will you stay out there? I am ready to answer. / The doors are open. Why will you not come in?“ entstammen dem Gedicht Outside and In, das erstmals 1939 in The Listener erschien.

## Interpretation
Marcia aus Vermont ist für Hartmut Vollmer ein „‚Lebensroman‘, dessen Komplexität […] auf eine 80-seitige Geschichte konzentrativ reduziert“ wurde. Dies bedingt, dass er zahlreiche Leerstellen enthält. So werden etwa kaum biografische Hintergrundinformationen zu den handelnden Figuren geboten und wesentliche Fragen wie diejenige nach Peters Vaterschaft, der Identität Tracys oder der Herkunft des aufgefundenen Manuskripts bleiben offen. Stamm selbst begründet seine reduzierte Erzählweise als eine „Form des bescheidenen Erzählens“, die darin besteht, dem Leser nur das Wichtigste mitzuteilen, um ihm seine Zeit nicht zu stehlen.
Der Ich-Erzähler der Geschichte ist eine für Stamm typische Figur, ein laut Vollmer „verunsicherter, nicht sehr tatkräftiger und wenig entscheidungsfreudiger, Lebensglück suchender Protagonist“. Er teilt mit seinem Autor den Vornamen, was eine Identität von Autor und Figur und damit Authentizität suggeriert. Gleichzeitig ist er jedoch ein unzuverlässiger Erzähler und die Gegenüberstellung seiner Erinnerungen mit Zeugnissen wie Aufzeichnungen oder Fotografien, stellt die Authentizität sogleich wieder in Frage. Die Tiltelfigur Marcia hält Denis Scheck für „eine unglaublich eindringliche, komplexe Frauengestalt“, was eine Stärke in Stamms Werk sei. Der Autor führt dies darauf zurück, dass er sich stets mehr für das Fremde als für das Eigene interessiere.
Laut Vollmer greift Stamm in Marcia aus Vermont auf zwei Formen der Erinnerung zurück, die bereits Marcel Proust in Auf der Suche nach der verlorenen Zeit unterschieden hat: die unwillkürliche Erinnerung („mémoire involontaire“) und die willentliche Erinnerung („mémoire volontaire“). Beide jedoch liefern dem Protagonisten keine zuverlässigen Informationen und verunsichern ihn zunehmend. Hinzu kommen surreale Traumszenen, die dem Protagonisten ein alternatives Leben vorführen. Die Erinnerungen erweisen sich „einerseits als eine Bewahrung des Glücks, andererseits als Beweis einer Illusion des Glücks“. Am Ende kommt es zu keiner Wiederbegegnung Peters mit Marcia, die nur die Unerfüllbarkeit seiner Träume von einem familiären Glück hätte bestätigen können. Der Protagonist verliert sich nicht länger in Erinnerungen und Träumen, sondern stellt sich einer zukünftigen Lebensrealität.
Mit seiner Erzählung stellt sich Stamm in eine lange Tradition von Weihnachtsgeschichten, angefangen von der Weihnachtsgeschichte im Neuen Testament über Charles Dickens’ Christmas Carol bis zu Auggie Wren’s Weihnachtsgeschichte von Paul Auster. Laut Peter Stamm ist es bei den zahllosen Vorläufern „unmöglich noch eine zu schreiben“, was aber auch den Reiz ausgemacht habe, sich daran zu versuchen. Durch die Erzählung ziehen sich biblische Motive. In Davids Manuskript tragen Marcia und Peter die Namen „Mary“ und „Joseph“. Es endet mit der biblischen Wendung: „Ein Kind ward uns geboren“. Marcias Fotoband wiederholt die Wendung: „A Child Is Born“. Die dreiunddreißig Jahre, die zwischen den Zeitebenen liegen, können als Anspielung auf das Lebensalter Jesus von Nazarets verstanden werden. Zwar bilden die Figuren in der Realität keine Heilige Familie und auch die Auferstehung der verlorenen Liebe gelingt nicht, doch der Protagonist erreicht am Ende neue Lebensmotivation und Zukunftsperspektiven.

## Ausgaben
- Peter Stamm: Marcia aus Vermont. S. Fischer, Frankfurt am Main 2019, ISBN 978-3-10-397452-2.
- Peter Stamm: Marcia aus Vermont. Fischer Taschenbuch, Frankfurt am Main 2020, ISBN 978-3-596-70468-2. (Taschenbuchausgabe)
- Peter Stamm: Marcia aus Vermont. Gelesen von Christian Brückner. Argon, Berlin 2019, ISBN 978-3-7324-7120-1. (Hörbuch)